# Kampfbereitschaft
Kampfbereitschaft ist ein militärisches Status, in den Truppen versetzt werden können. Er ist über der Alarmbereitschaft angesiedelt. Darüber liegt die Gefechtsbereitschaft. Kampfbereite Truppen können binnen kürzester Zeit ausrücken. Er geht in der Regel einher mit dem Ausrufen zumindest eines Spannungsfalles.